# Blackberry Run
Blackberry Run est un cours d'eau de Pennsylvanie aux États-Unis.

## Trajet

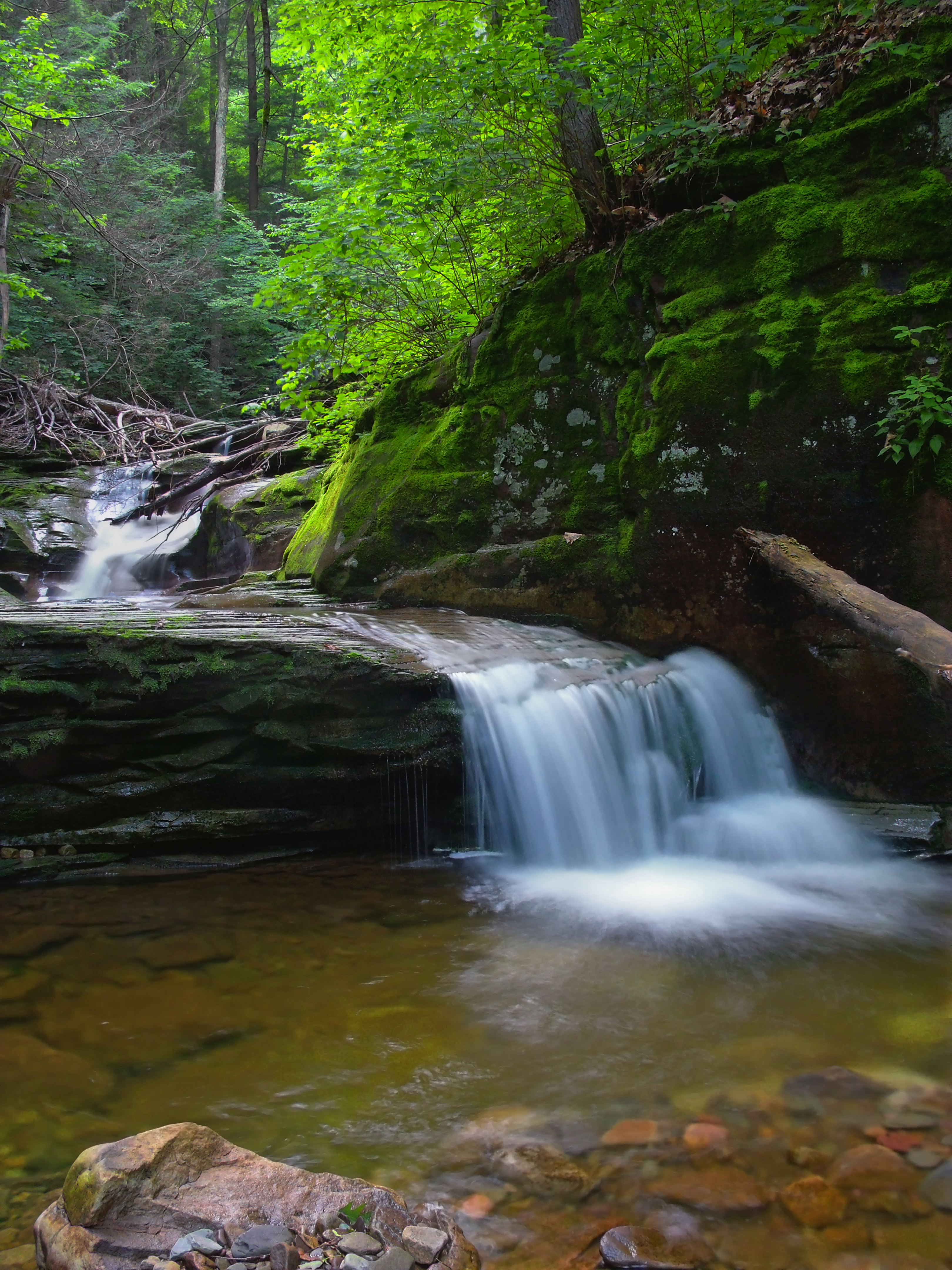
Une chute d'eau sur la Blackberry Run.

Blackberry Run débute sur un plateau dans le Davidson Township dans le Comté de Sullivan en Pennsylvanie.

## Histoire
Blackberry Run servait pour l'alimentation en eau pour des usages industriels et domestiques, en particulier, par les résidents de Jamison City, au début des années 1900,.

## Source de la traduction
- (en) Cet article est partiellement ou en totalité issu de l’article de Wikipédia en anglais intitulé « Blackberry Run » (voir la liste des auteurs).